# Municipio de Vetlanda
El municipio de Vetlanda (en sueco: Vetlanda kommun) es un municipio en la provincia de Jönköping, al sur de Suecia. Su sede se encuentra en la ciudad de Vetlanda. El municipio fue creado en 1971 cuando la ciudad de Vetlanda (instituida en 1920) se fusionó con los municipios rurales circundantes para formar un municipio unitario.

## Localidades
Hay 12 áreas urbanas (tätort) en el municipio:
| #  | Tätort      | Población |
| -- | ----------- | --------- |
| 1  | Vetlanda    | 13 698    |
| 2  | Ekenässjön  | 1507      |
| 3  | Landsbro    | 1540      |
| 4  | Holsbybrunn | 822       |
| 5  | Korsberga   | 767       |
| 6  | Myresjö     | 730       |
| 7  | Kvillsfors  | 497       |
| 8  | Sjunnen     | 409       |
| 9  | Skede       | 288       |
| 10 | Björköby    | 324       |
| 11 | Pauliström  | 250       |
| 12 | Nye         | 211       |